# Cylindrus obtusus
Cylindrus obtusus е вид коремоного от семейство Helicidae.

## Разпространение
Видът е разпространен в Австрия.